# Botoșanița Mare, Suceava
Botoșanița Mare (în ucraineană Ботошиниця, transliterat: Botoșînîțea) este un sat în comuna Calafindești din județul Suceava, Bucovina, România.

## Așezare geografică
Satul Botoșanița Mare (numit adesea și Botoșenița Mare) face parte din comuna Calafindești, județul Suceava. Cea mai mare parte a satului se află sub coama unui deal orientat spre NE, de unde izvorăște râul Verehia.

## Istoric
Botoșanița Mare este atestată la 30 martie 1492 printr-un document de danie a lui Ștefan cel Mare. Domnitorul Moldovei cumpăra jumătate din satul Botoșenița de pe Horaiț de la un anume Luca, parte pe care apoi o dăruia slugii sale Stanciul și surorilor sale.
În secolul al XVI-lea părți din Botoșenița ajungeau proprietate a uricarului Cârstea Mihăilescu, iar în secolul al XVII-lea aceleași părți erau în proprietatea lui Vasile Hulubei și a rudelor sale, familiile Tacu și Ciornei. 
După ocuparea nordului Moldovei de către habsburgi (1775), granița dintre Bucovina și Moldova trecea prin acest sat, cu timpul din satul Botoșenița Mare desprinzându-se satul Tacu (azi Botoșanița Mică, comuna Grămești).
Proprietățile familiei Hulubei vor ajunge în urma unor vânzări sau moșteniri la familiile Malinescu, Repta și Canțer.

## Biserica
Biserica veche din satul Botoșanița Mare este considerată a fi ctitorie a mazilului Toader Hulubei care în anul 1763 a ridicat o biserică din lemn de stejar. Construcția a fost realizată de meșteri populari.
Biserica nouă a fost construită din lemn de brad în anul 2002.

## Recensământul din 1930
Componența etnică a satului Botoșanița Mare
     Români (97,8%)
     Ruși (0,75%)
     Evrei (1,4%)
     Ruteni (0,05%)
Componența confesională a satului Botoșanița Mare
     Ortodocși (97%)
     Mozaici (1,4%)
     Greco-catolici (1,6%)
Conform recensământului efectuat în 1930, populația satului Botoșanița Mare se ridica la 565 locuitori. Majoritatea locuitorilor erau români (97,8%), cu o minoritate de ruși (0,75%), una de evrei (1,4%) și una de ruteni (0,05%). Din punct de vedere confesional, majoritatea locuitorilor erau ortodocși (97,0%), dar existau și mozaici și greco-catolici (1,6%).